# Mursis
Pour les articles homonymes, voir Mursi (homonymie).
Pour l’article ayant un titre homophone, voir Murcie.
 (janvier 2020).

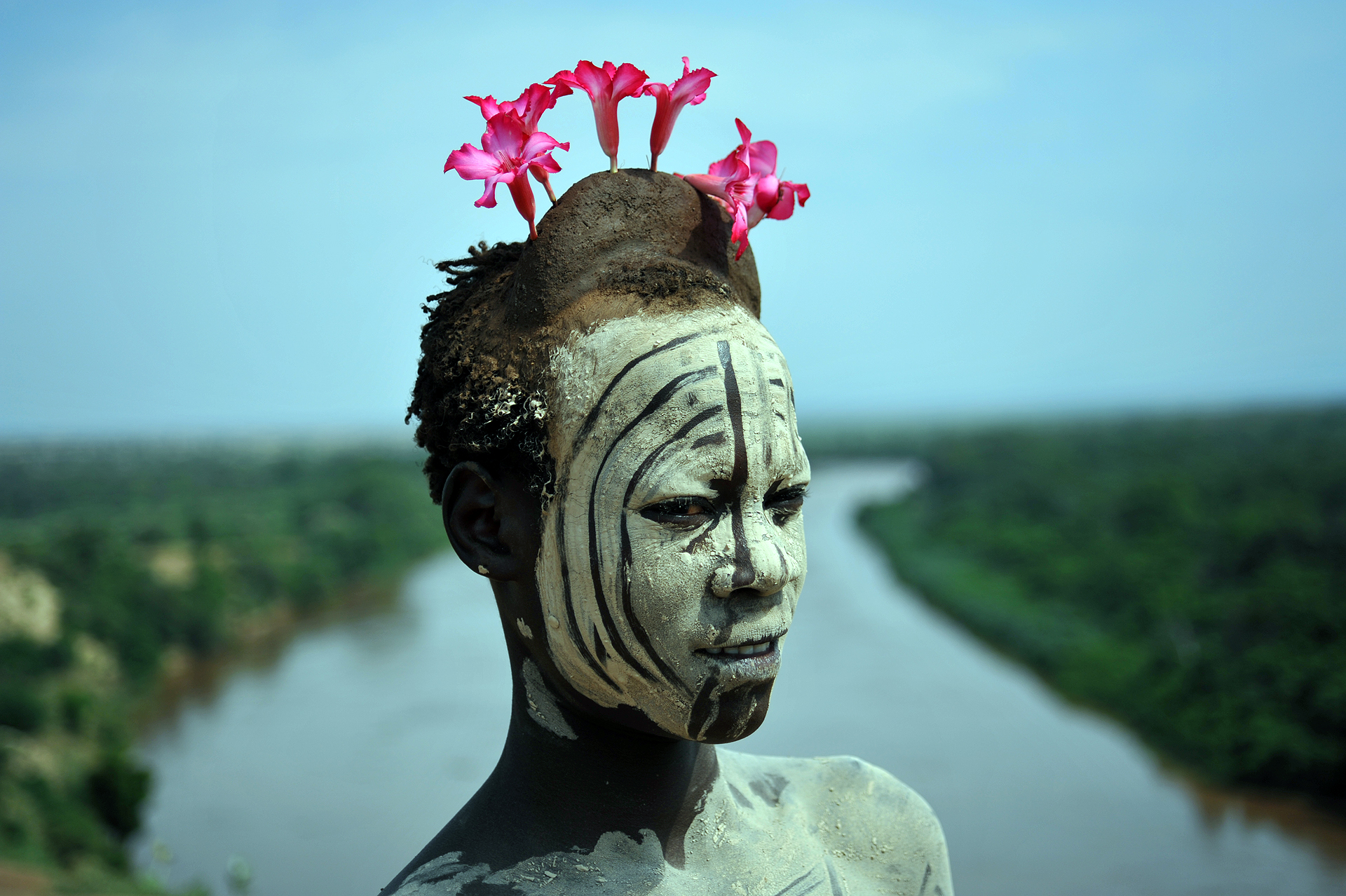
Homme Mursi dans la vallée de l’Omo avec une parures des fleurs 2010

Les Mursis sont des habitants semi-nomades du sud de l’Éthiopie, vivant à la périphérie ouest du Parc national de Mago, en bordure de la rivière Omo. Ils forment un des derniers peuples d’Afrique dont les femmes portent des ornements labiaux (labret) et auriculaires en forme de disques plats, d’où leur nom de « femmes à plateau ».

## Données générales

### Ethnonymie
Selon les sources et le contexte, on observe différentes formes : Dama, Kalibong, Maritu, Merdu, Meritu, Mun, Mursis, Muruta, Murzi, Murzus, ou Ngabilong.

### Population
En Éthiopie, lors du recensement de 2007 portant sur une population totale de 73 750 932 personnes, 7 483 se sont déclarées « Mursi », soit environ 0,01%.

### Langues
Ils parlent le mursi, une langue surmique, dont le nombre de locuteurs était de 7 390 lors du recensement de 2007. L'amharique est également utilisé.

## Ornements et pratiques esthétiques

### Ornements féminins

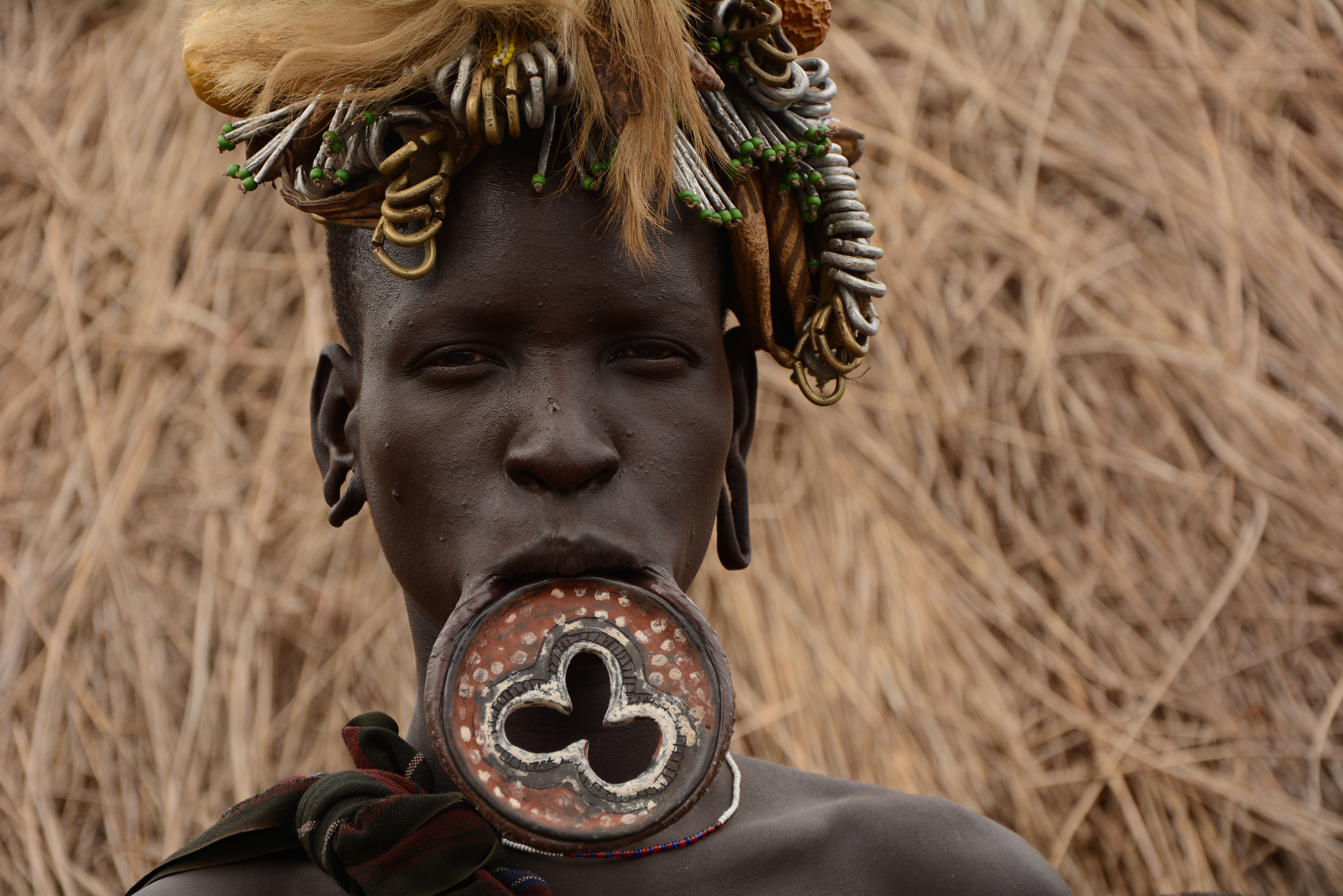
Labret décoré

La mise en place chez la femme de l’ornement labial inférieur appelé dhébé, intervient avant l’âge de dix ans : après extraction des incisives inférieures, la lèvre est perforée et une cheville de bois mise en place ; l’orifice est agrandi d’année en année par l’introduction de cylindres de plus en plus grands, jusqu’à mise en place d’un grand disque d’argile décoré de gravures. On ne sait pas avec précision l’origine et la fonction de cette pratique. Dans un article publié en 1939, Marco Marchetti précisait que le percement de la lèvre était accompagné du percement de l’hymen.
Certains anthropologues [Lesquels ?] prétendent que cette mutilation labiale avait pour but de rendre inesthétiques les femmes afin de les protéger des razzias esclavagistes. De nos jours, la fonction serait uniquement symbolique puisque seules les femmes de caste élevée sont en droit de les porter. La taille du plateau est à la mesure de la dot exigée par la famille des jeunes filles à marier, dot généralement composée de bovins et caprins, et d’une arme à feu. Le port n’en est pas permanent, mais limité aux moments de présence du mari et des fils ou de rencontres importantes. En dehors de ces occasions, le plateau n'est pas usité dans la vie quotidienne. Cette coutume du disque labial est retrouvée chez les Surmas. Il faut signaler que les Dizi, peuple nilotique voisin, n’épousent pas les femmes surmas, mais consentent à donner les leurs en mariage aux Surmas, contre une dot.
Ce n’est pas la seule parure des femmes, qui portent aussi des colliers faits de coquillages ou de perles et se rasent le crâne. Par ailleurs, hommes et femmes se percent les oreilles où de semblables disques (ou rondelles de bois) sont insérés et portent des scarifications sur les bras, le ventre ou la poitrine. Chez les hommes, ces scarifications, figuratives, commémorent un acte de bravoure et inspirent le respect des membres du groupe. Les femmes arborent des scarifications sur l'épaule qui constituent leur « carte d'identité » tribale tandis que colliers, bracelets et peintures mammaires trahissent un désir de plaire, surtout au moment du donga, quand les combattants ont acquis le droit de convoiter une compagne.

### Ornements masculins
Serpentins, arabesques, lignes sinueuses, faisceaux de dentelles, étoiles ou fleurs : les peintures corporelles que les hommes se dessinent entre eux sur le corps et le visage traduisent un potentiel créatif surprenant. Éphémères, ces œuvres à base de craie changent au gré des événements sociaux de la tribu ; ainsi, lors de combats rituels, le maquillage du visage est-il destiné à intimider l'adversaire.
Se raser entièrement est, chez les hommes Mursi, un signe d'élégance. Les plus coquets s'épilent même les cils.

## Rapports sociaux

### Relations avec les autres ethnies
Les Mursi vivent dans une région reculée d'Éthiopie. Ils la contrôlent, et y vivent en étroite symbiose avec l'environnement. Ils forment un groupe homogène, régi par des dogmes séculaires et des rituels ancestraux. Ils ont peu d'interactions, même pacifiques, avec les autres peuples de la région et combattent farouchement, à coup de lance et de kalachnikov, le vol de bétail et les razzias de femmes perpétrés par d'autres peuples sur leur territoire.
Ils se querellent régulièrement avec les Hamers, desquels ils sont pourtant séparés par un grand territoire de broussailles arides et ils entretiennent des relations tendues avec leurs cousins les Bodi.
Les Mursis attachent beaucoup d'importance à l'harmonie intra-tribale. Ils se regroupent dans des villages éloignés des rives marécageuses de la rivière Omo, là où la présence de la mouche tsé-tsé est moindre. Ils n'amènent leur bétail s'abreuver à la rivière qu'en cas de nécessité absolue, pour limiter les ravages causés par le développement de la maladie du sommeil. Leurs cases sont en chaume et de petite taille.
Les Mursis, comme la majorité des peuples locaux, craignent les eaux de l'Omo, car, outre le fort courant et les tourbillons qui décourageraient les meilleurs nageurs, l'épais limon brunâtre de la rivière camoufle les hippopotames, les crocodiles friands de chair humaine, et selon eux les mauvais esprits. Seuls les Batchas, peuple vivant dans la région la plus septentrionale de la vallée de l'Omo, bravent ces dangers et s'octroient le rôle de passeurs sur de frêles embarcations creusées dans des troncs d'arbre.

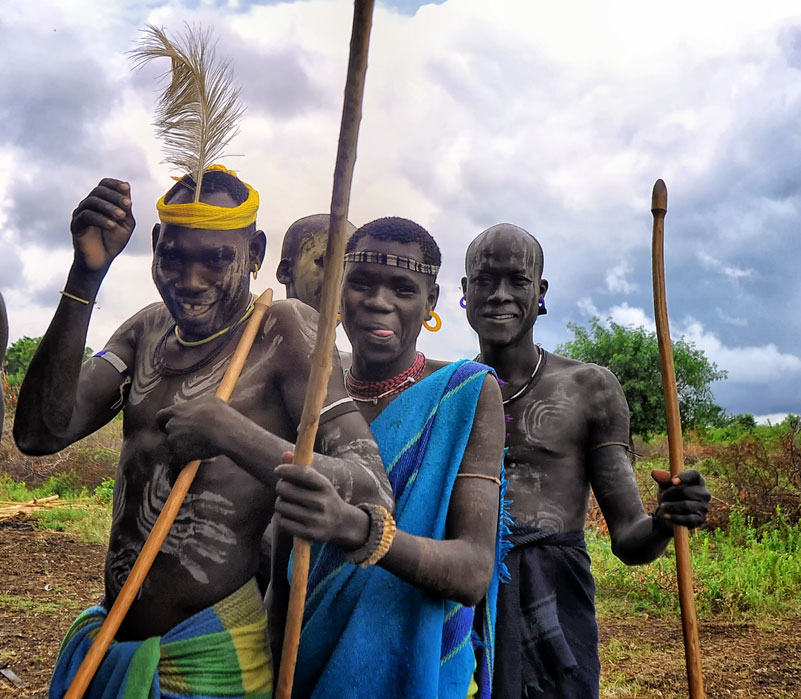
Guerriers armés de bâtons
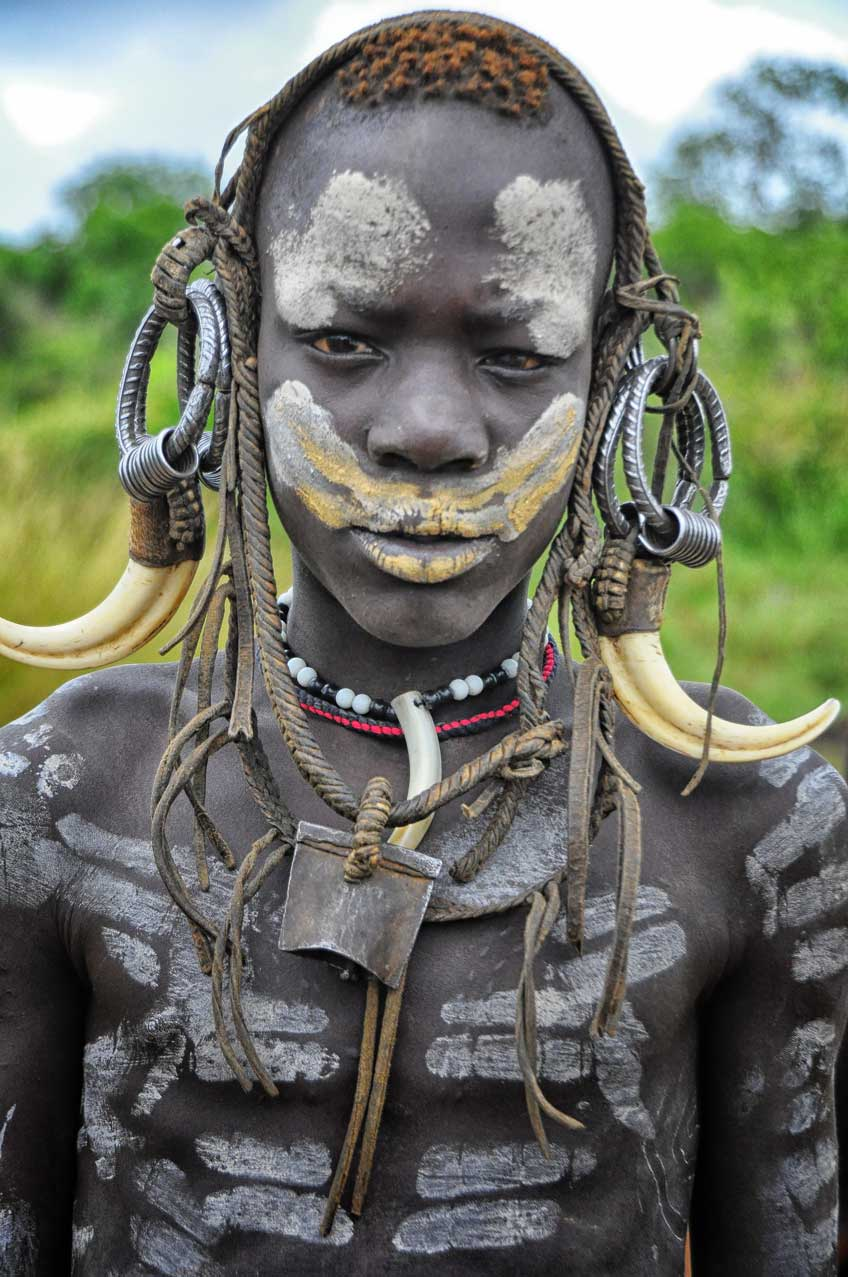
Peintures rituelles
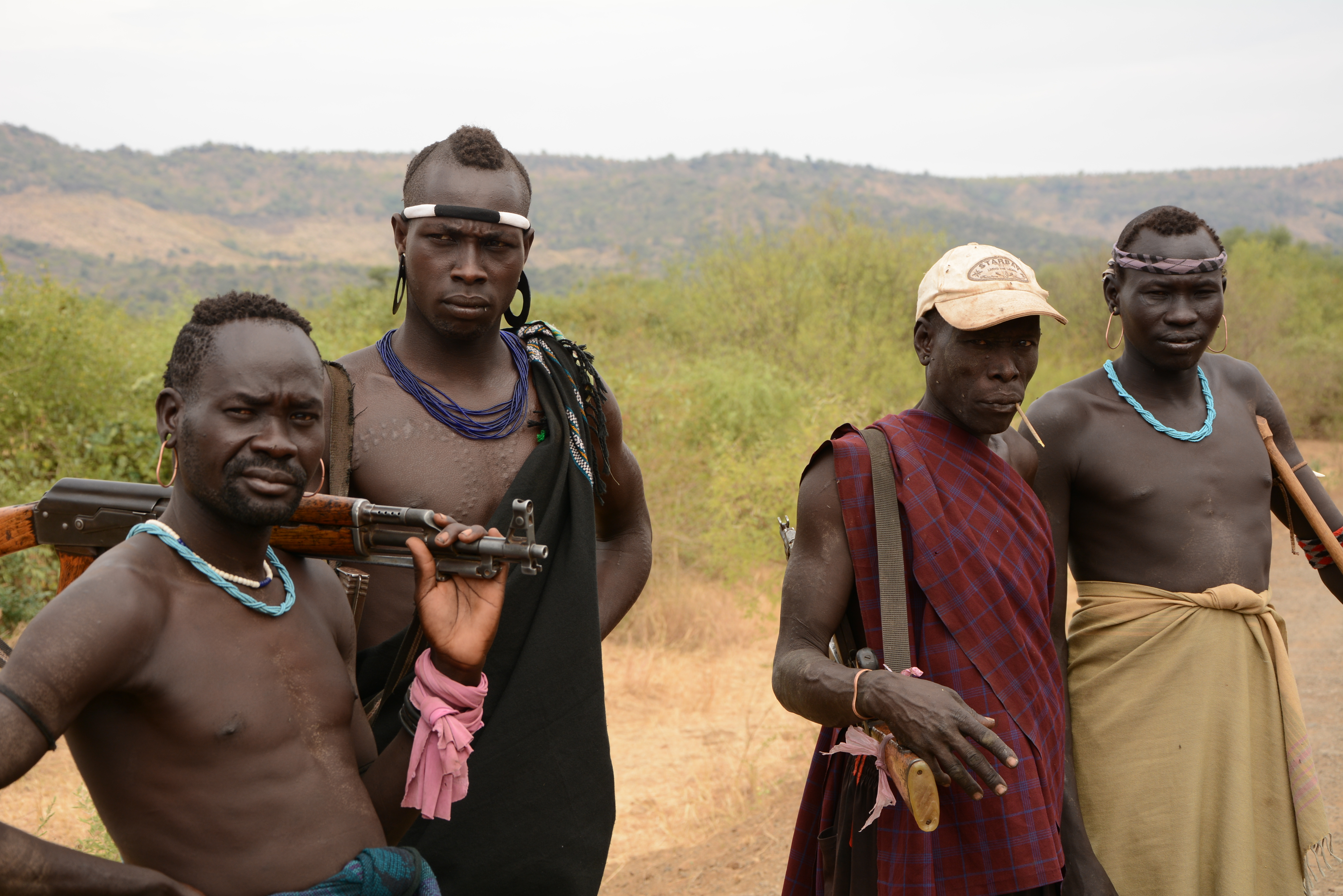
Porteurs de fusils

### Le rituel dudonga
Afin de développer l'agressivité, de façonner l'agilité et l'endurance et de rehausser la masculinité des futurs guerriers, les Mursis mettent en scène des combats au bâton, les dongas. Les participants se dessinent sur le corps, à la peinture blanche, des motifs symboliques qui leur assurent la protection de forces surnaturelles.
Ces combats forment un tournoi qui se déroule à la fin de la saison des pluies, le moment le plus attendu par les jeunes célibataires. C'est l'occasion pour les hommes qui désirent se marier de prouver leur courage devant toute la tribu. Les règles de ces duels où les combattants s'affrontent armés de perches restent extrêmement simples : il faut donner une correction sévère à son rival en évitant de le tuer, ce dernier cas étant formellement puni. Le vainqueur qui a éliminé tous ses adversaires est porté en triomphe devant un parterre de jeunes filles. L'une d'elles choisira le héros pour époux.